# Barns Courtney
Barnaby George Courtney, mieux connu sous le nom de scène Barns Courtney, est un compositeur britannique.

## Biographie
Courtney naît en Angleterre, puis déménage avec sa famille à Seattle, Washington, à l'âge de 4 ans. Il  retourne au Royaume-Uni à l'âge de 15 ans. Barnaby Courtney forme son premier groupe SleeperCell à l'âge de 15 ans, avec lequel il remporte plusieurs concours de battle of the bands, puis participe à l'émission Orange Unsigned de Channel 4.
Courtney signe un contrat à l'âge de 19 ans, en tant que leader du groupe indépendant Dive Bella Dive avec Island Records, développant le premier album du groupe à Los Angeles. Cependant, des problèmes avec le producteur, Red One, ont bloqué leur projet et, liés par des obligations contractuelles, Courtney et son groupe n'ont pas pu réenregistrer les morceaux.
Malgré la tournée et l'enregistrement de plusieurs albums, aucun n'est publié en raison des liens contractuels du groupe avec Red One. Ce n'est que lorsque Red One met fin à leur contrat que Courtney peut approcher un nouveau producteur avec sa composition Fire, qui est devenue son premier single.
Toujours en 2015, Fire apparait dans le film À vif! de Bradley Cooper et est diffusé sur les radios rock américaines en 2016. Fire est écouté plus de 150 millions de fois sur Spotify, tandis que Glitter and Gold est écouté plus de 230 millions de fois. Courtney joue au festival SXSW à Austin, au Texas, dans le cadre d'un showcase pour le magazine NME en mars 2016.

## Discographie partielle

### Albums studio
| The Attractions of Youth                                                                             | - Sortie : 29 septembre 2017 - Label : Virgin EMI, Universal | 95 | 82 | 8 | —  |
| 404                                                                                                  | - Sortie : 6 septembre 2019 - Label : Virgin EMI, Universal  | 51 | 55 | 3 | 69 |
| Supernatural                                                                                         | - Sortie : 19 juillet 2024 - Label : Avenue A Records        | —  | —  |   |    |
| « — » indique qu'aucun classement n'est atteint ou qu'aucune sortie n'a été faite dans cette région. |                                                              |    |    |   |    |